# Наньнин Усюй (аэропорт)

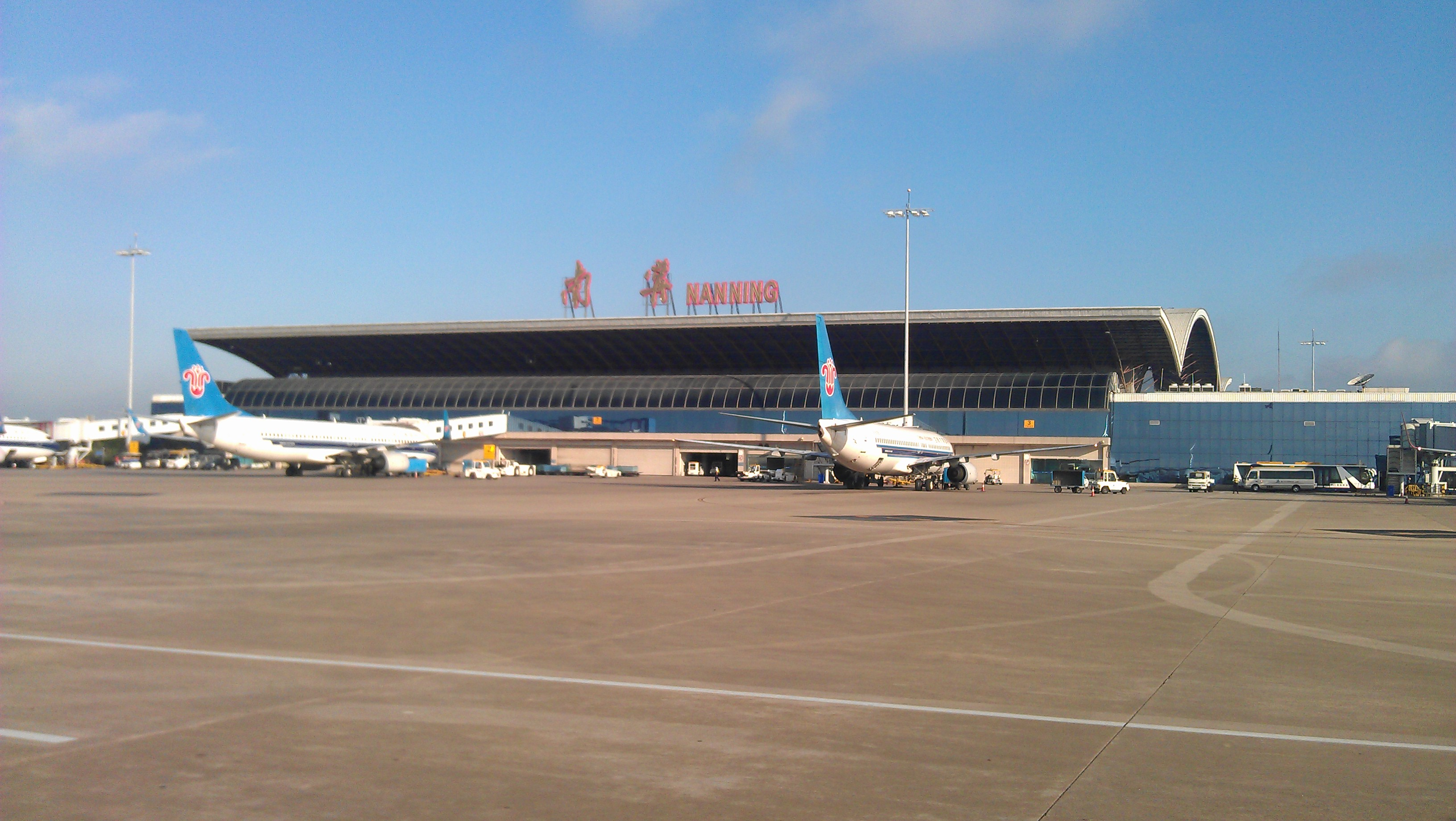
Здание старого терминала

Аэропорт Наньнин Усюй — аэропорт города Наньнин состоит из одного терминала, пущенного в эксплуатацию 25 сентября 2014 года. Старый терминал, который использовался с 1998 года сейчас предназначен не для пассажирских перевозок. Все рейсы, как внутренние, так и международные отправляются из нового терминала. Площадь терминала 189000 квадратных метров, 32 гейта и 18 удаленных стоек.

## История
В 1953 году Китай и Вьетнам осознали необходимость создания авиасообщения между странами. Было построено здание первого аэровокзала с основными функциями площадью 975 метров. В 1958 году было начато строительство нового аэропорта. Лишь через 4 года было закончено строительство ВПП длиной 2400 метров и шириной 60 метров. Аэропорт строился для приема самолетов ИЛ-18 и МиГ-19. Терминал, состоявший из 3 зданий общей площадью 3405 квадратных метров был готов обслуживать до 300 пассажиров одновременно. Терминал в 1980-х годах был расширен, а позже использовался в качестве грузового. В те времена из аэропорта было 3 внутренних рейса — в Куньмин, Гуанчжоу, Пекин, и 1 международный — в Ханой.
В 1989 году была произведена крупная модернизация ВПП для приема самолетов типа MD-82. В 1990 году новая полоса была открыта и количество рейсов с дюжины в неделю возросло до 70 в неделю. В 1998 году было пущено в эксплуатацию новое здание терминала T1. После того, как аэропорт втрое превысил расчетную нагрузку пассажиропотока, был построен новейший терминал Т2, расположенный на противоположной стороне ВПП, а старый выведен из эксплуатации.

## Транспорт

#### Автобус
До нового терминала нет по состоянию на 2016 год маршрутов городского наземного транспорта муниципального подчинения. Из аэропорта можно добраться в ближайший город Наньнин лишь на коммерческих автобусах. Цена проезда — 20 юаней. Время в пути около 1 часа. Муниципальный автобус с ценой проезда в 3 юаня ходил до 2014 года по маршруту 301 к старому терминалу Т1. Автобусы ходят с интервалом в 30 минут по маршруту 1 и 2 и с большими интервалами по другим маршрутам. Также есть автобусы из аэропорта в другие города с более высокой ценой билета.

##### Автобусные маршруты из аэропорта.
1. Аэропорт — Отель Вена (Vienna)
2. Аэропорт — Отель Вортон (Wharton)
3. Аэропорт — Зоопарк
4. Аэропорт — Восточный автовокзал.

#### Железная дорога
Аэропорт не имеет поблизости железнодорожных станций

#### Такси
Проезд на такси обойдется около 80-100 юаней, в случае, если таксист будет ехать по счетчику.

#### Личный автомобиль
На территории аэропорта имеется парковка на несколько сотен машиномест.

## Галерея

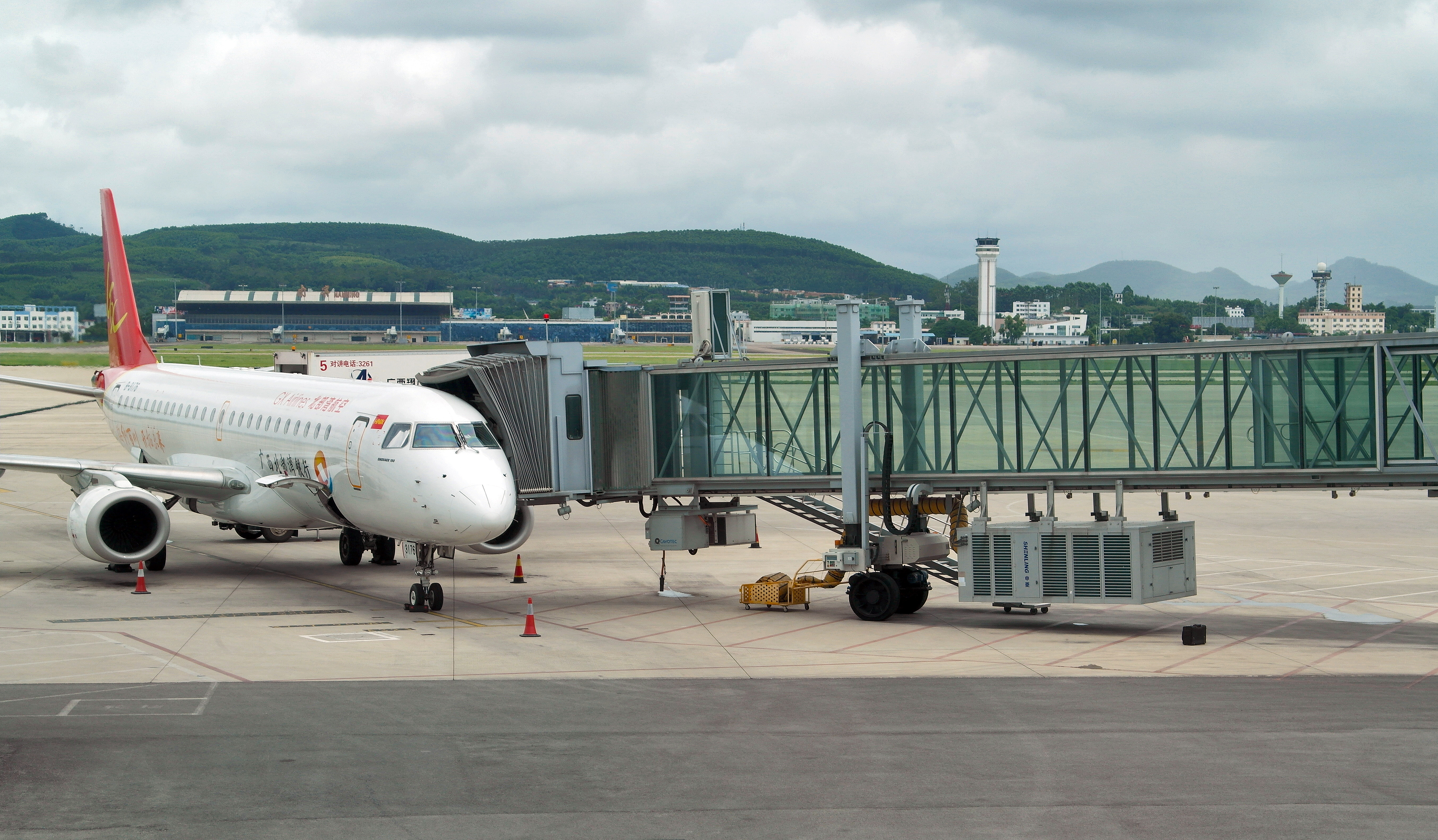
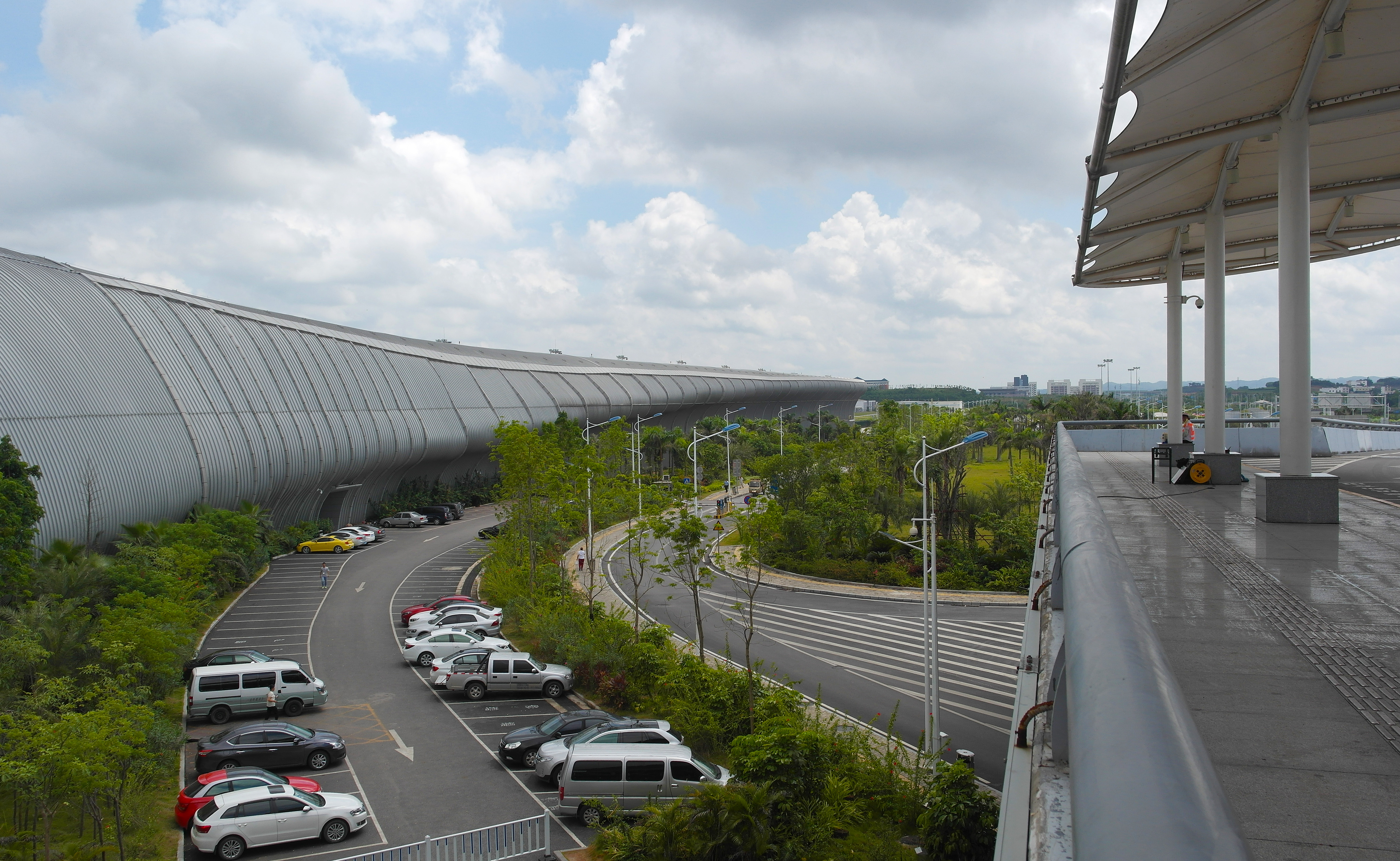
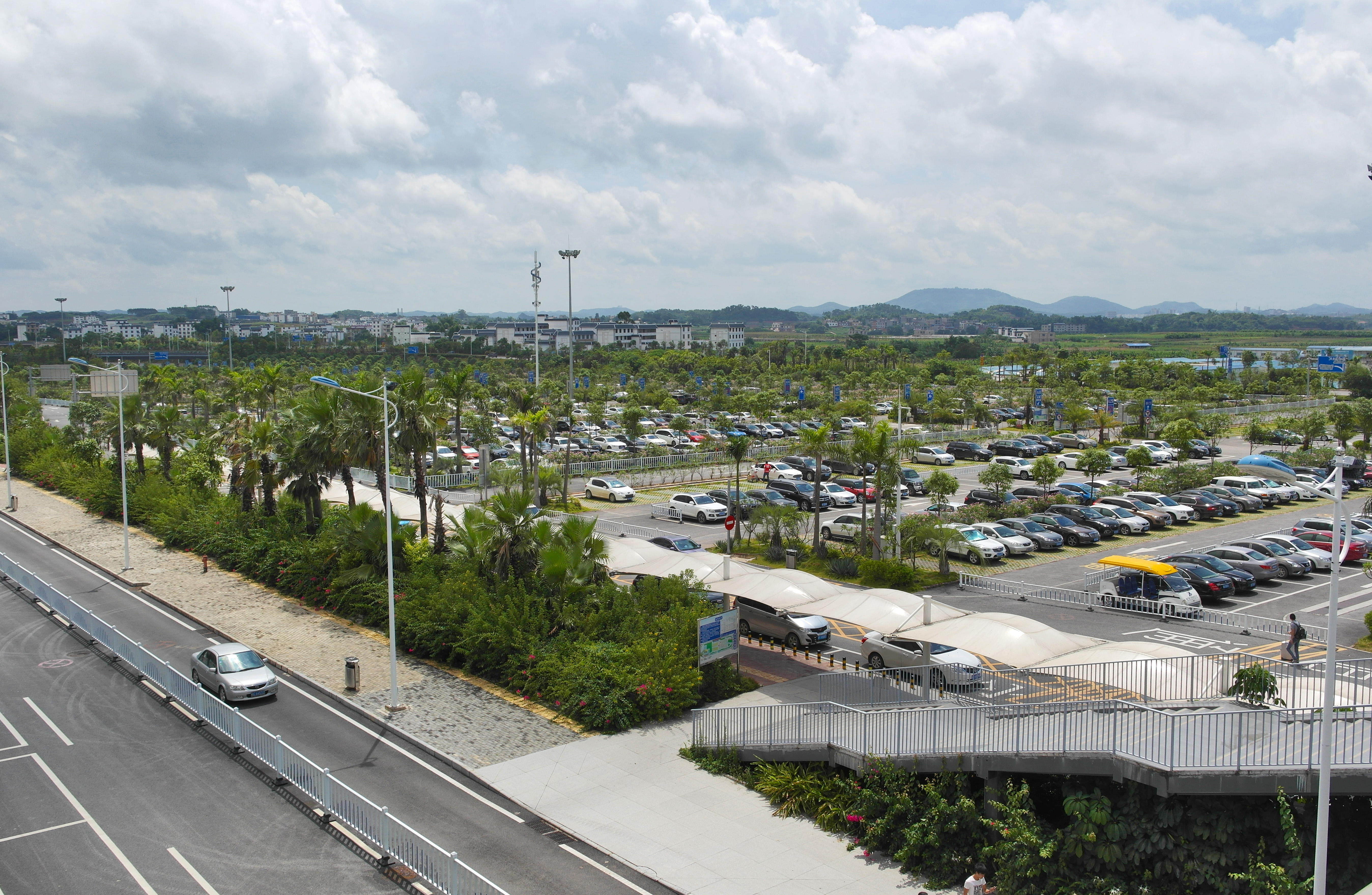
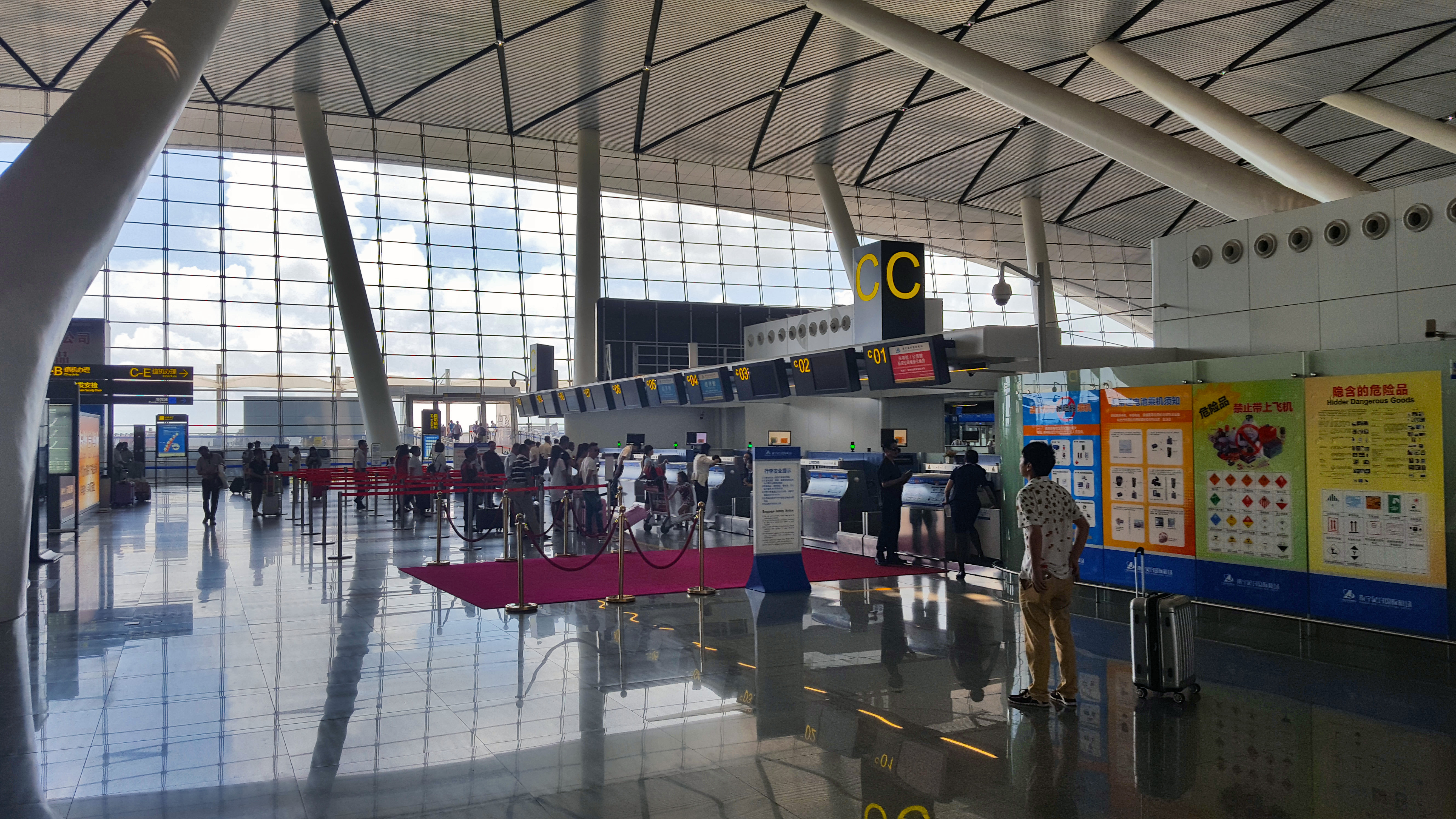